# Франк Турне
Франк Турне (фр. Franck Tournaire, 4 грудня 1972, Нарбонна, Од, Франція) — колишній професійний регбістю Почавши з 2010 року, тренер французького регбійного клубу Каркассон.

## Біографія

### Клуб
Франк Турне почав свою професійну кар'єру в клубі Нарбонн і швидко зарекомендував себе як одного з найбільш перспективних стовпів свого покоління, разом зі своїм другом Крістьон Каліфану. Це один з тих гравців, які почали свою кар'єру як любителі і змінили статус з появою професіоналізму, хоча професійний регбі конфліктує з традиційним. Франк грав за Нарбонн у період з 1995 по 1997 рік, коли то підписав контракт з Тулузою.
З 1997 по 2002 рік він грав за Тулузу, разом з якою він виграв два щити Бреннуса (1999 та 2001).  У міжсезоння 2002 року він підписав контракт з англійським клубом Лестер Тайгерс, котрий на тамтой час був одним з найкращих європейських клубів, і став тим самим першим французьким гравцем. Після проведення одного сезону в Англії, він повернувся до Франції і зв'язався з клубом Перпіньян. Контракт тривав всього 1 рік. 
Після цього. Франк повернувся в свій перший клуб, Нарбонн, з яким він провів ще три сезони в період між 2004 і 2007 роками. У міжсезоння 2007 року він підписав контракт з Рейсінг Метро. В склад команди входили також інші знамениті гравці, такі як: Давід Ораду, Тома Ломбар, Агустін Пішот. Після сезону, він вступив до клубу Каркассон і почав грати в лізі Федераль 1. Франк Турне закінчив свою кар'єру після підйому клубу до Про Д2. 

### Збірна Франції
Франк Турне 49 раз виступав за збірну Франції. 14 жовтня 1995 року він виступив в Латиноамериканському Кубку з регбі проти збірної Італії. Потім він швидко зарекомендував себе як діючий президент збірної Франції, з якою він виграв два турніри Великого Шолома в 1997 і 1998 роках і довів збірну до фіналу кубку світу з регбі у 1999 році. Він був одним з найнебезпечніших гравців в світі зі всіма ознаками агресивності на полі під час гри. Кубок світу у 1999 був піковим для його кар'єри (він був одним з небагатьох гравців які зіграли у всіх іграх). Після чемпіонату світу 1999 року, Франк Турне знову грав рік у збірній Франції, перш ніж замінити Пітер де Вільї новим тренером - Бернаром Лапорт. За час тривання своєї міжнародної кар'єри, Франк Турнер набрав 2 тесту, тобто 10 балів.

### Французькі Варвари
Франка уперше було вибрано презентувати клуб Барбаріанс Франсе у листопаді 2001 року, у грі проти збірної Фіджі в Тулоні. Варвари програли з рахунком 15:17. У червні 2005 року він знову був обраний Французькими Варварами, щоб тим разом стати до бою проти Західної провінції у Стелленбос (ПАР). Варвари знову програли (20:22).

## Кар'єра

### Клуби
- 1995—1997  Нарбонн
- 1997—2002  Тулуза
- 2002—2003  Лестер Тайгерс
- 2003—2004  Перпіньян
- 2004—2007  Нарбонн
- 2007—2008  Рейсінг Метро
- 2008—2010  Каркассон

### Тренер
- 2010—  Каркассон

## Досягнення

### Кубок Франції
- Переможець: 1998

### Чемпіонат Франції з регбі
- Чемпіон: 1999, 2001

### Турнір шести націй
- Виступи: 1996, 1997, 1998, 1999 та 2000

### Великий Шолом
- Учасник: 1997, 1998

### Латиноамериканський кубок з регбі
- Переможець: 1995, 1997

### Кубок світу з регбі
- Віце-чемпіон: 1999